# Bracon nigripes
Bracon nigripes är en stekelart som beskrevs av Gaspard Auguste Brullé 1846. Bracon nigripes ingår i släktet Bracon och familjen bracksteklar. Inga underarter finns listade.